# Pherotesia simulatrix
Pherotesia simulatrix là một loài bướm đêm trong họ Geometridae.